# 늴리리야 (지드래곤의 노래)
늴리리야(영어: Niliria)는 대한민국의 음악 그룹 빅뱅의 G-Dragon과 미국의 여성 래퍼 미시 엘리엇가 피처링한 노래이다. 이 노래는 그의 두 번째 솔로 음반 COUP D'ETAT에 수록 되어 있다. 이 음반의 선공개된 파트 1의 6곡은 공개와 동시에 가온 싱글 차트 TOP 10안에 모두 진입하는 기록을 세웠다.
2013년 12월, 미국의 음악 전문 잡지 《콤플렉스》에서 선정한 "2013 최고의 곡 50"에 뽑혔다.

## 배경
G-Dragon은 2013년 9월 인터뷰를 통해 이 노래의 보컬은 메일과 휴대 전화를 통해 2011년에 첫 녹음 되었다고 언급했다.
2013년 1월 23일, 미시 엘리엇은 트위터를 통해 미발표의 곡과 함께 G-Dragon과 작업하게 되었다고 언급했다. 두 곡은 Teddy가 프로듀서를 맡았다. 2013년 6월, YG 엔터테인먼트는 G-Dragon이 새로운 곡 작업에 대해 미시 엘리엇의 참여를 언급했다. 이 노래는 한국의 동명의 전통 민요 곡 "늴리리야"의 보이스 샘플을 사용해 한국적인 느낌을 고스란히 담은 힙합 곡이다. 당초 G-Dragon은 한국의 전통 민요 곡을 샘플링하는 동기를 가졌던 때는 미시 엘리엣과의 작업은 생각하지 않았다고 한다. 그러나, 그는 과거와는 다르게 여성 가수와의 작업에 강한 욕구를 느끼게 되었고, 평소 그녀의 작품의 팬으로 콜라보레이션 작업이 성사 되었다.

## 라이브 퍼포먼스
이 곡은 2013년 8월 29일 방송된 Mnet 《엠카운트다운》에서 KCON 2013 특집으로 미국 로스앤젤레스 메모리얼 스포츠 아레나에서 개최된 "엠카운트다운 와츠 업 LA"에서 첫 공개가 되었으며, G-Dragon은 미시 엘리엇가 함께 합동 무대를 선보였다. G-Dragon은 미시 엘리엇과의 합동 공연에 “영광이고, 많은 것을 배웠다”라고 언급했다.

## 차트
| 차트 (2013)                   | 최고 순위 |
| ----------------------------- | --------- |
| 가온 싱글 차트 (South Korea)  | 9         |
| 코리아 K-Pop Hot 100 (빌보드) | 30        |